# Gubernatorski
Gubernatorski (del ruso: Губернаторский) es un jútor del raión de Slaviansk del krai de Krasnodar, en el sur de Rusia. Está situado en los arrozales situados entre los distributarios del delta del Kubán, 15 km al oeste de Slaviansk-na-Kubani y 89 al oeste de Krasnodar, la capital del krai. Tenía 287 habitantes en 2010.
Pertenece al municipio Protokskoye.

## Historia
La primera mención deljútor, que recibe su nombre del gobernador de la región de Slaviansk, se halla en los anales de Tbilískaya de 1785. Posteriormente el terreno perteneció a N. I. Nikulich, vicegobernador del óblast de Kubán entre 1870 y 1888. En 1921 se organizaba la primera cooperativa de tierra colectiva. En las "Listas de localidades pobladas del krai del Cáucaso Norte" de 1925 se menciona el jútor Gubernatorski con cuatro hogares en los que viven 54 personas. En la década de 1930 la cooperativa se transformó en el koljós Voikova, que en 1950 fue reorganizado en el koljós Stalin (a partir de 1957, Kubán).

## Economía
El principal sector económico de la localidad es el agrícola, en especial el cultivo de arroz.